# 古屋浩吉
古屋 浩吉（ふるや こうきち、1943年12月15日 - 2018年8月9日）は、日本の経営者。松屋社長を務めた。

## 経歴
東京都出身。1966年に慶應義塾大学商学部を卒業し、同年5月に松屋に入社。1989年5月に取締役に就任し、1993年5月に常務、1996年5月に専務を経て、2003年5月には社長に就任。2007年5月に相談役に就任。
2018年8月9日心不全のために死去。74歳没。